# Gaylon Nickerson
Gaylon Harrel Nickerson (Osecola, Arkansas, 5 de febrero de 1969) es un jugador de baloncesto estadounidense. Con una altura de 1.91 metros ocupaba la posición de escolta. 
Fue elegido en la segunda ronda del draft de 1995 por los Atlanta Hawks y llegó a formar parte de la disciplina de los San Antonio Spurs y de los Washington Bullets de la NBA.

## Clubes
- Galatasaray S.K. (1994-1995)
- Florida Beach Dogs (1995)
- Oklahoma  City Cavalry (1995-1996)
- San Antonio Spurs  (1996-1997)
- Oklahoma  City Cavalry (1997)
- Washington Bullets (1997)
- Oklahoma City Cavalry (1997)
- Virtus Roma (1997)
- Cáceres Club Baloncesto (1997-1998)
- CB Valladolid (1998-2000)
- Oklahoma Storm (2002)
- Mansfield Hawks (2003)

## Palmarés
- 1994-95 Campeón de la Copa de Turquía con el Galatasaray Estambul.
- 1996-97 Campeón de la CBA con el Oklahoma City Cavalry.
- Concurso de mates ACB (1): Temporada 1998-1999.